# Arizona Cardinals 2016
La stagione 2016 degli Arizona Cardinals è stata la 97ª della franchigia nella National Football League, la 29ª nello stato dell'Arizona e la quarta con Bruce Arians come capo-allenatore.
I Cardinals, dopo il record di 13-3 e il titolo di division della stagione precedente, iniziarono la stagione con alte aspettative. Tuttavia, dopo avere vinto solamente una delle prime quattro partite, subirono gli infortuni del quarterback Carson Palmer e della maggior parte della offensive line. Il 23 ottobre, la squadra pareggiò con i Seattle Seahawks la sua prima gara dal 1986. I Cardinals furono eliminati dalla corsa ai playoff dopo una sconfitta nella settimana 15 contro i New Orleans Saints. Malgrado l'avere vinto le ultime due partite, il club terminò con un record negativo di 7–8–1.

## Scelte nel Draft 2016
| Scelte dei Cardinals nel Draft 2016 |        |                  |       |                        |
| Giro                                | Scelta | Giocatore        | Ruolo | College                |
| 1                                   | 29     | Robert Nkemdiche | DT    | Ole Miss               |
| 3                                   | 92     | Brandon Williams | CB    | TExas A&M              |
| 4                                   | 128    | Evan Boehm       | C     | Missouri               |
| 5                                   | 167    | Marqui Christian | S     | Midwestern State       |
| 5                                   | 170    | Cole Toner       | OT    | Harvard                |
| 6                                   | 205    | Harlan Miller    | CB    | Southeastern Louisiana |

## Staff
| Staff degli Arizona Cardinals nel 2016 |
| --- |
| Organi dirigenziali - Proprietario/Chairman: William V. Bidwill - Presidente: Michael J. Bidwill - General Manager: Steve Keim Capo allenatore - Bruce Arians Altri allenatori - Assistente capo allenatore/Attacco: Tom Moore - Coordinatore dello sviluppo della forza e della condizione: John Lott - Assistente dello sviluppo della forza e della condizione: Pete Alosi - Pass Rush Specialist: Tom Pratt Allenatori dell'attacco - Coordinatore dell'attacco: Harold Goodwin - Assistente dell'attacco: Kevin Garver - Quarterback: Freddie Kitchens - Running Back: Stump Mitchell - Wide Receiver: Darryl Drake - Tight End: Rick Christophel - Assistente Offensive Line: Larry Zierlein Allenatori della difesa - Coordinatore difensivo – James Bettcher - Defensive Line – Brentson Buckner - Linebacker – Bob Sanders - Inside Linebacker – Larry Foote - Defensive Back – Nick Rapone - Cornerback – Kevin Ross - Assistente difesa/Defensive Back – Mike Chiurco - Specialista Pass Rush – Tom Pratt Allenatori dello special team - Coordinatore dello Special Team: Amon Jones - Assistente dello Special Team: Anthony Blevins |

## Roster
| Roster degli Arizona Cardinals nel 2016 |
| --- |
| Quarterback - 3 Carson Palmer - 5 Drew Stanton Running Back - 38 Andre Ellington - 31 David Johnson - 30 Stepfan Taylor - 33 Kerwynn Williams Wide Receiver - 12 John Brown - 11 Larry Fitzgerald - 15 Michael Floyd - 10 Brittan Golden - 19 Chris Hubert - 14 J.J. Nelson Tight End - 85 Darren Fells - 84 Jermaine Gresham - 89 Hakeem Valles Offensive Linemen - 70 Evan Boehm C - 65 Taylor Boggs G - 74 D.J. Humphries T - 76 Mike Iupati G - 75 Ulrick John T - 53 A.Q. Shipley C - 61 Cole Toner T - 78 Earl Watford G - 73 John Wetzel T Defensive Linemen - 93 Calais Campbell DE - 95 Rodney Gunter DE - 97 Josh Mauro DE - 90 Robert Nkemdiche DE - 72 Olsen Pierre DE - 98 Corey Peters NT - 92 Frostee Rucker DE - 91 Ed Stinson DE - 94 Xavier Williams NT Linebacker - 54 Joplo Bartu ILB - 20 Deone Bucannon ILB - 44 Markus Golden OLB - 55 Chandler Jones OLB - 50 Gabe Martin ILB - 96 Kareem Martin OLB - 51 Kevin Minter ILB - 57 Alex Okafor OLB Defensive Back - 28 Justin Bethel CB - 25 Christian Bryant S - 41 Marcus Cooper CB - 22 Tony Jefferson SS - 32 Tyrann Mathieu FS - 21 Patrick Peterson CB - 29 Tharold Simon CB - 36 D.J. Swearinger SS - 26 Brandon Williams CB Special Team - 46 Aaron Brewer LS - 7 Chandler Catanzaro K - 2 Drew Butler P Lista delle riserve - 30 Elie Bouka CB (IR) - 27 Tyvon Branch SS (IR) - 13 Jaron Brown WR (IR) - 59 Alani Fua ILB (IR) - 43 Mike Jenkins CB (IR) - 23 Chris Johnson RB (IR) - 69 Evan Mathis G (IR) - 80 Ifeanyi Momah TE (IR) - 87 Troy Niklas TE (IR) - 68 Jared Veldheer T (IR) - 58 Daryl Washington ILB (Sospeso) Squadra di allenamento - 18 Marquis Bundy WR - 56 Nordly Capi LB - 4 Zac Dysert QB - -- Zaviar Gooden ILB - 45 Trevon Hartfield CB - 71 Kaleb Johnson G - -- Brian Leonhardt TE - 34 Harlan Miller CB - 35 Elijhaa Penny RB - 63 Givens Price T 53 attivi, 11 inattivi, 10 nella squadra di allenamento |
| Legenda - I rookie sono in corsivo. - Il primo ruolo è il principale mentre gli eventuali successivi indicano i ruoli secondari. - (IR) sta per Injured Reserve ed indica la lista ristretta per un solo giocatore infortunato che può tornare ad allenarsi dopo la settimana 6 e a rientrare in prima squadra dopo che questa ha giocato 8 partite. - (NF-Inj.) / (NF-Ill.) stanno rispettivamente per Non-Football Injured e Non-Football Illness ed indicano le liste dove viene inserito un giocatore che ha un infortunio o una malattia non dipendente dal football americano. - (PUP) sta per Physically Unable to Perform ed indica la lista dove viene inserito un giocatore mentre è in attesa di recuperare la condizione fisica. Nella stagione regolare dopo la sesta partita giocata dalla propria squadra, il giocatore ha tempo tre settimane per riprendere ad allenarsi, più tre settimane aggiuntive dal suo rientro agli allenamenti per rientrare in prima squadra. |

## Calendario
| Turno | Data               | Avversario             | Risultato          | Record             | Stadio                        | NFL.com recap      |
| ----- | ------------------ | ---------------------- | ------------------ | ------------------ | ----------------------------- | ------------------ |
| 1     | 11/9               | New England Patriots   | S 21–23            | 0–1                | University of Phoenix Stadium | Recap              |
| 2     | 18/9               | Tampa Bay Buccaneers   | V 40–7             | 1–1                | University of Phoenix Stadium | Recap              |
| 3     | 25/9               | at Buffalo Bills       | S 18–33            | 1–2                | New Era Field                 | Recap              |
| 4     | 2/10               | Los Angeles Rams       | S 13–17            | 1–3                | University of Phoenix Stadium | Recap              |
| 5     | 6/10               | at San Francisco 49ers | V 33–21            | 2–3                | Levi's Stadium                | Recap              |
| 6     | 17/10              | New York Jets          | V 28–3             | 3–3                | University of Phoenix Stadium | Recap              |
| 7     | 23/10              | Seattle Seahawks       | P 6–6 (DTS)        | 3–3–1              | University of Phoenix Stadium | Recap              |
| 8     | 30/10              | at Carolina Panthers   | S 20–30            | 3–4–1              | Bank of America Stadium       | Recap              |
| 9     | Settimana di pausa | Settimana di pausa     | Settimana di pausa | Settimana di pausa | Settimana di pausa            | Settimana di pausa |
| 10    | 13/11              | San Francisco 49ers    | V 23–20            | 4–4–1              | University of Phoenix Stadium | Recap              |
| 11    | 20/11              | at Minnesota Vikings   | S 24–30            | 4–5–1              | U.S. Bank Stadium             | Recap              |
| 12    | 27/11              | at Atlanta Falcons     | S 19–38            | 4–6–1              | Georgia Dome                  | Recap              |
| 13    | 4/12               | Washington Redskins    | V 31–23            | 5–6–1              | University of Phoenix Stadium | Recap              |
| 14    | 11/12              | at Miami Dolphins      | S 23–26            | 5–7–1              | Hard Rock Stadium             | Recap              |
| 15    | 18/12              | New Orleans Saints     | S 41–48            | 5–8–1              | University of Phoenix Stadium | Recap              |
| 16    | 24/12              | at Seattle Seahawks    | V 34–31            | 6–8–1              | CenturyLink Field             | Recap              |
| 17    | 1/1                | at Los Angeles Rams    | V 44–6             | 7–8–1              | Los Angeles Memorial Coliseum | Recap              |

Note: Gli avversari della propria division sono in grassetto.

## Classifiche

### Division
| NFC West             | NFC West | NFC West | NFC West | NFC West | NFC West | NFC West | NFC West | NFC West | NFC West |
|                      | V        | S        | P        | %        | DIV      | CONF     | PF       | PS       | Str.     |
| -------------------- | -------- | -------- | -------- | -------- | -------- | -------- | -------- | -------- | -------- |
| (3) Seattle Seahawks | 10       | 5        | 1        | .656     | 3–2–1    | 6–5–1    | 354      | 292      | V1       |
| Arizona Cardinals    | 7        | 8        | 1        | .469     | 4–1–1    | 6–5–1    | 462      | 368      | V2       |
| Los Angeles Rams     | 4        | 12       | 0        | .250     | 2–4      | 3–9      | 230      | 438      | S7       |
| San Francisco 49ers  | 2        | 14       | 0        | .125     | 2–4      | 2–10     | 309      | 480      | S1       |

## Premi
- Larry Fitzgerald:

Walter Payton NFL Man of the Year (condiviso con Eli Manning)